# Yax
Yax är ett spel som var populärt på 1960-talet. I spelet används en liten röd gummiboll och tio små metallkryss. När spelet förekommer i nutid är kryssen gjorda i plast. En spelare studsar bollen i bordet och tar upp ett kryss i taget upp till det tionde. Lyckas detta får spelaren kasta ut alla kryssen på bordet igen och plocka par om par mellan studsarna, därefter tretal, fyrtal och så vidare. När spelaren misslyckas med att plocka upp sina kryss går turen över till nästa person. När det åter är den förste spelarens tur får denne fortsätta där han eller hon avslutade sin senaste omgång.